# 凱爾·林格倫
凱爾·諾伍德·林格倫（英語：Kjell Norwood Lindgren，1973年1月23日—），中文名為林其兒，生於台灣台北市，美国国家航空航天局（NASA）太空人。2009年，獲選成為太空總署第20太空小組成員。他是史上首位在台灣出生的太空人。

## 生平

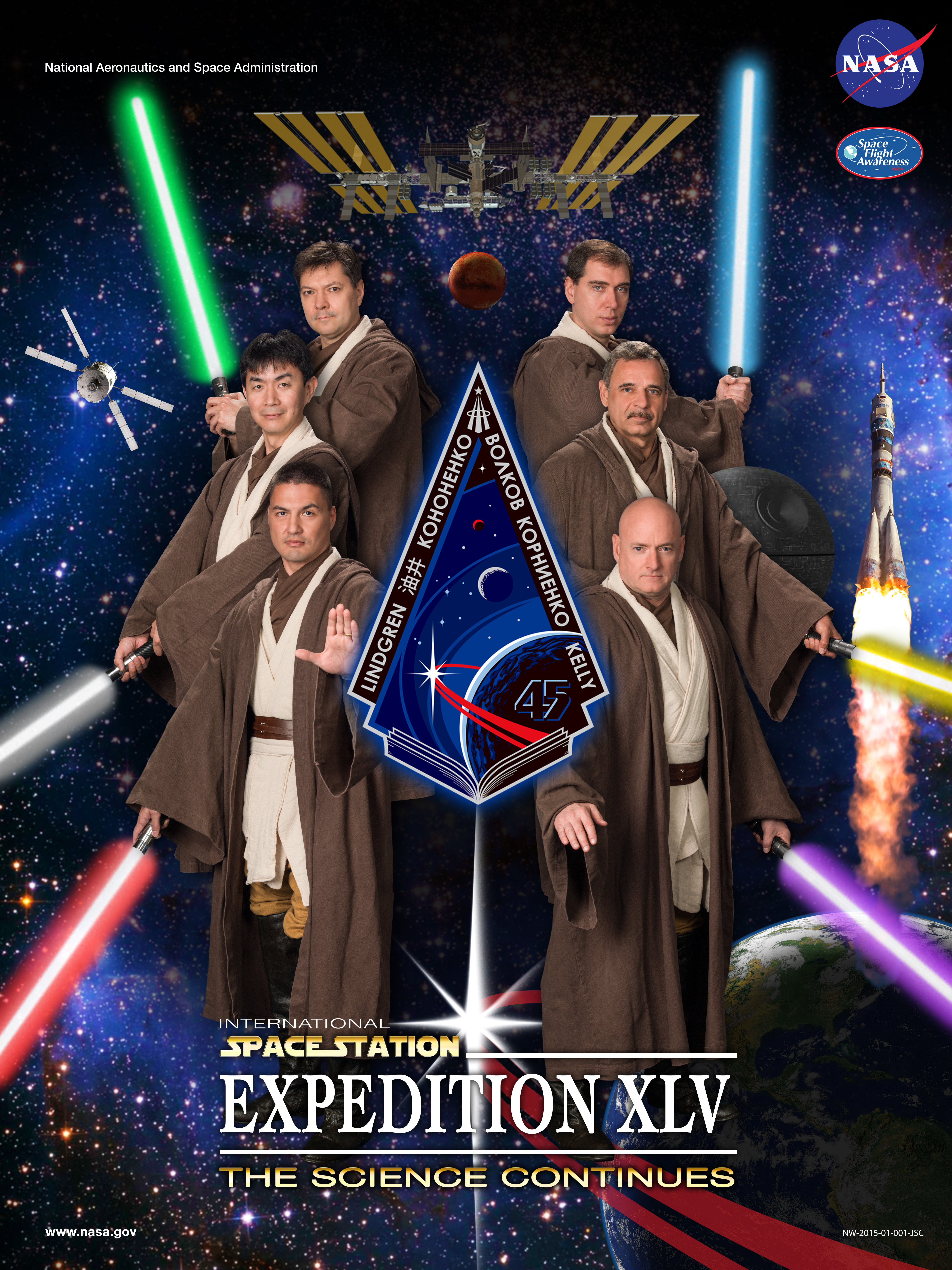
远征45任務宣傳海報，林格倫在左下角。

林格倫在台灣台北市出生，父親是瑞典裔美国人，母親是台灣人，其父曾在台中清泉崗空軍基地服役而認識其母。之後隨家人遷居美國中西部，但他的童年大部份是在英格蘭渡過。後來他搬回美國唸完中學，進入美國空軍學院，加入空軍高空跳傘小組。
他主修生物學，副修中文，1995年在美國空軍學院取得學士學位。1996年，在美國科羅拉多州立大學取得碩士學位，主要研究心血管生理學。他的研究大部份都是在美國空軍學院中的太空生理實驗室完成。2002年，在科羅拉多大學取得醫學士（MD）學位，並曾醫院急診室實習三年。2006年，在明尼蘇達大學完成博士後研究，同時取得醫學資訊學碩士。2007年，在德州大學醫學分部取得公共衛生碩士學位。2008年，完成太空醫學住院醫師訓練。
2007年，進入林顿·约翰逊太空中心工作。2009年，獲選為NASA Group20的太空小組成員。
2015年7月22日，參與遠征44、遠征45任務，隨艦發射進入國際太空站執行任務，同年12月11日回到地球。
2022年4月27日，參與SpaceX載人4號任務並擔任指揮官，隨艦發射進入國際太空站執行任務，同年10月14日回到地球。

## 逸事
林格倫是美國童軍的一份子，為鷹級童軍。

## 外部連結
- Spacefacts biography of Kjell N. Lindgren（页面存档备份，存于）
- Kjell N. Lindgren的X（前Twitter）
- Full WSJ to Outer Space（页面存档备份，存于） interview on YouTube